# Resolutie 1716 Veiligheidsraad Verenigde Naties
Resolutie 1716 van de Veiligheidsraad van de Verenigde Naties werd op 13 oktober 2006 unaniem aangenomen door de VN-Veiligheidsraad, en verlengde de VN-waarnemingsmissie in Abchazië met een half jaar.

## Achtergrond
Op de golf van opkomend onafhankelijkheidsstreven van Georgië uit de Sovjet-Unie tegen het einde van de jaren 1980, streefde de Abchazische minderheid in de Abchazische autonome republiek de onafhankelijkheid na, uit angst de autonomie in Georgië te verliezen. Het leidde tot etnische spanningen met de Georgiërs, die in Abchazië de grootste bevolkingsgroep waren.
In 1992 kwam het tot een gewapend conflict, waarbij ook Rusland betrokken raakte, dat het voor de Abchaziërs opnam. Begin 1993 braken zware gevechten uit om de Abchazische hoofdstad Soechoemi. In de zomer van 1993 werd een staakt-het-vuren afgesproken en werd de UNOMIG-waarnemingsmissie opgericht. De val van Soechoemi in september 1993 leidde tot grootschalige etnische zuiveringen tegen de Georgische gemeenschap.

## Inhoud

### Waarnemingen
In het conflict tussen Georgië en diens regio Abchazië werd nog steeds geen vooruitgang geboekt over enkele sleutelkwesties. Ook waren nieuwe spanningen gerezen; vooral door de speciale Georgische operatie in de Kodorivallei.

### Handelingen
De Veiligheidsraad bleef achter het document met de basisprincipes voor de verdeling van bevoegdheden tussen Tbilisi en Soechoemi staan. Op Georgië werd aangedrongen te zorgen dat de situatie in de Kodorivallei in overeenstemming met het Akkoord van Moskou bleef en dat er zich derhalve geen niet-geautoriseerde troepen bevonden.
Aan Georgische zijde werd opnieuw aangedrongen de Abchazische veiligheidszorgen serieus te nemen, geen stappen te zetten die als bedreigend konden worden ervaren en ook geen militaire retoriek meer te bezigen. De Abchazen moesten dan weer zorgen dat vluchtelingen in alle veiligheid en menswaardig konden terugkeren en dat hun rechten inzake huisvesting en identiteit werden gerespecteerd.
Ten slotte werd het mandaat van de UNOMIG-waarnemingsmacht ter plaatse verlengd tot 15 april 2007, en werd secretaris-generaal Kofi Annan gevraagd in zijn volgende rapport de ontwikkelingen in de Kodori-vallei te vermelden.

## Verwante resoluties
- Resolutie 1656 Veiligheidsraad Verenigde Naties
- Resolutie 1666 Veiligheidsraad Verenigde Naties
- Resolutie 1752 Veiligheidsraad Verenigde Naties (2007)
- Resolutie 1781 Veiligheidsraad Verenigde Naties (2007)

Lijst ·  1652 ·  1653 ·  1654 ·  1655 ·  1656 ·  1657 ·  1658 ·  1659 ·  1660 ·  1661 ·  1662 ·  1663 ·  1664 ·  1665 ·  1666 ·  1667 ·  1668 ·  1669 ·  1670 ·  1671 ·  1672 ·  1673 ·  1674 ·  1675 ·  1676 ·  1677 ·  1678 ·  1679 ·  1680 ·  1681 ·  1682 ·  1683 ·  1684 ·  1685 ·  1686 ·  1687 ·  1688 ·  1689 ·  1690 ·  1691 ·  1692 ·  1693 ·  1694 ·  1695 ·  1696 ·  1697 ·  1698 ·  1699 ·  1700 ·  1701 ·  1702 ·  1703 ·  1704 ·  1705 ·  1706 ·  1707 ·  1708 ·  1709 ·  1710 ·  1711 ·  1712 ·  1713 ·  1714 ·  1715 ·  1716 ·  1717 ·  1718 ·  1719 ·  1720 ·  1721 ·  1722 ·  1723 ·  1724 ·  1725 ·  1726 ·  1727 ·  1728 ·  1729 ·  1730 ·  1731 ·  1732 ·  1733 ·  1734 ·  1735 ·  1736 ·  1737 ·  1738